# On an Island Tour

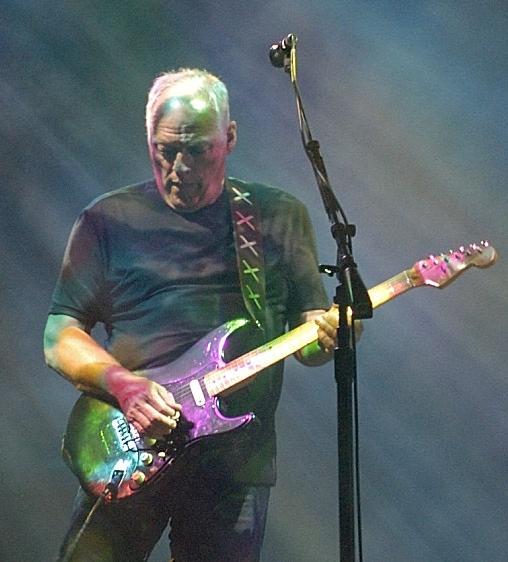
David Gilmour
(Mnichov, 29. července 2006)

On an Island Tour bylo druhé sólové turné britského kytaristy a zpěváka Davida Gilmoura, známého především jako člena skupiny Pink Floyd. Konalo se v průběhu roku 2006 u příležitosti vydání třetího Gilmourova sólového alba On an Island. Ve skupině hrál také další člen Pink Floyd, klávesista Rick Wright. Z turné vyšlo živé dvojalbum Live in Gdańsk (doplněné též videozáznamem) a videozáznam Remember That Night.

## Obsazení
- David Gilmour – kytara, cümbüş, altsaxofon, zpěv
- Phil Manzanera – kytara, skleněná harmonika, vokály
- Rick Wright – piano, varhany, vokály, zpěv
- Jon Carin – klávesy, lap steel kytara, vokály
- Guy Pratt – baskytara, kytara, skleněná harmonika, vokály
- Dick Parry – tenorsaxofon, barytonsaxofon, klávesy, skleněná harmonika
- Steve DiStanislao – bicí, perkuse, vokály

Host na koncertě 16. března 2006:
- Sam Brown – vokály v „The Great Gig in the Sky“

Hosté na koncertech 4., 5., 19. a 20. dubna a 26. května 2006:
- David Crosby a Graham Nash – vokály v „On an Island“, „The Blue“, „Shine On You Crazy Diamond“ a „Find the Cost of Freedom“

Host na koncertě 27. května 2006:
- David Crosby – vokály v vokály v „On an Island“, „The Blue“ a „Shine On You Crazy Diamond“

Hosté na koncertech 29., 30. a 31. května 2006:
- David Crosby a Graham Nash – vokály v „On an Island“, „The Blue“, „Shine On You Crazy Diamond“ a „Find the Cost of Freedom“
- Robert Wyatt – kornet v „Then I Close My Eyes“
- David Bowie – zpěv v „Arnold Layne“ a „Comfortably Numb“ (pouze 29. května)
- Mica Paris – vokály v „The Great Gig in the Sky“ (pouze 30. a 31. května)
- Nick Mason – bicí ve „Wish You Were Here“ a „Comfortably Numb“ (pouze 31. května)

Host na koncertě 12. srpna 2006:
- Igor Sklyarov – skleněná harmonika v „Shine On You Crazy Diamond“

Hosté na koncertě 26. srpna 2006:
- Leszek Możdżer – piano
- Zbigniew Preisner – dirigent
- Polská baltská filharmonie Frederyka Chopina

## Setlist
První polovinu vystoupení tvořilo vždy celé Gilmourovo album On an Island, od 16. dubna 2006 (včetně) byla vystoupení zahajována trojicí skladeb z alba The Dark Side of the Moon, které byly předtím hrány během druhé poloviny. Setlist druhé části koncertu, který byl tvořen skladbami Pink Floyd, byl částečně variabilní, nicméně jako první vždy zazněla skladba „Shine On You Crazy Diamond“, vždy se zde vyskytovala píseň „High Hopes“ a závěr před přídavky vždy tvořila skladba „Echoes“. Kromě níže uvedených se zde vystřídaly také „Wot's... Uh the Deal?“ a Barrettova „Dominoes“. Pokud na vystoupení hostovali David Crosby a Graham Nash, byla v přídavcích mezi „Wish You Were Here“ a „Comfortably Numb“ zařazena píseň Stephena Stillse „Find the Cost of Freedom“.
Dne 16. března 2006 byla mimořádně po „The Blue“ zařazena „The Great Gig in the Sky“ s hostující Sam Brownovou. Na koncertech 27. a 29. května byla píseň „Arnold Layne“ zařazena jako druhý přídavek mezi „Wish You Were Here“ a „Comfortably Numb“, 30. a 31. května zazněla „The Great Gig in the Sky“ po písni „High Hopes“. Jako památku na Syda Barretta, který zemřel 7. července 2006, hrála skupina na červencových a srpnových koncertech téhož roku ve druhé polovině vystoupení jeho skladby „Astronomy Domine“ a „Dark Globe“ (27. a 29. července obě, 31. července žádnou, 2., 11. a 26. srpna pouze „Astronomy Domine“, 12. srpna pouze „Dark Globe“). Mimořádně na koncertech 11. a 12. srpna byla odehrána píseň „On the Turning Away“ a 26. srpna jako druhý přídavek „A Great Day for Freedom“ (koncert s orchestrem v gdaňských loděnicích při příležitosti 26. výročí založení hnutí Solidarita).
Uvedený setlist pochází z koncertu 26. května 2006 v Manchesteru:
První polovina
- „Breathe“
- „Time“
- „Breathe (Reprise)“
- „Castellorizon“
- „On an Island“
- „The Blue“
- „Red Sky at Night“
- „This Heaven“
- „Then I Close My Eyes“
- „Smile“
- „Take a Breathe“
- „A Pocketful of Stones“
- „Where We Start“

Druhá polovina
- „Shine On You Crazy Diamond, Parts I–V“
- „Wearing the Inside Out“
- „Fat Old Sun“
- „Arnold Layne“
- „Coming Back to Life“
- „High Hopes“
- „Echoes“

Přídavky
- „Wish You Were Here“
- „Find the Cost of Freedom“
- „Comfortably Numb“

## Koncerty

### Část 1: Evropské koncerty 2006

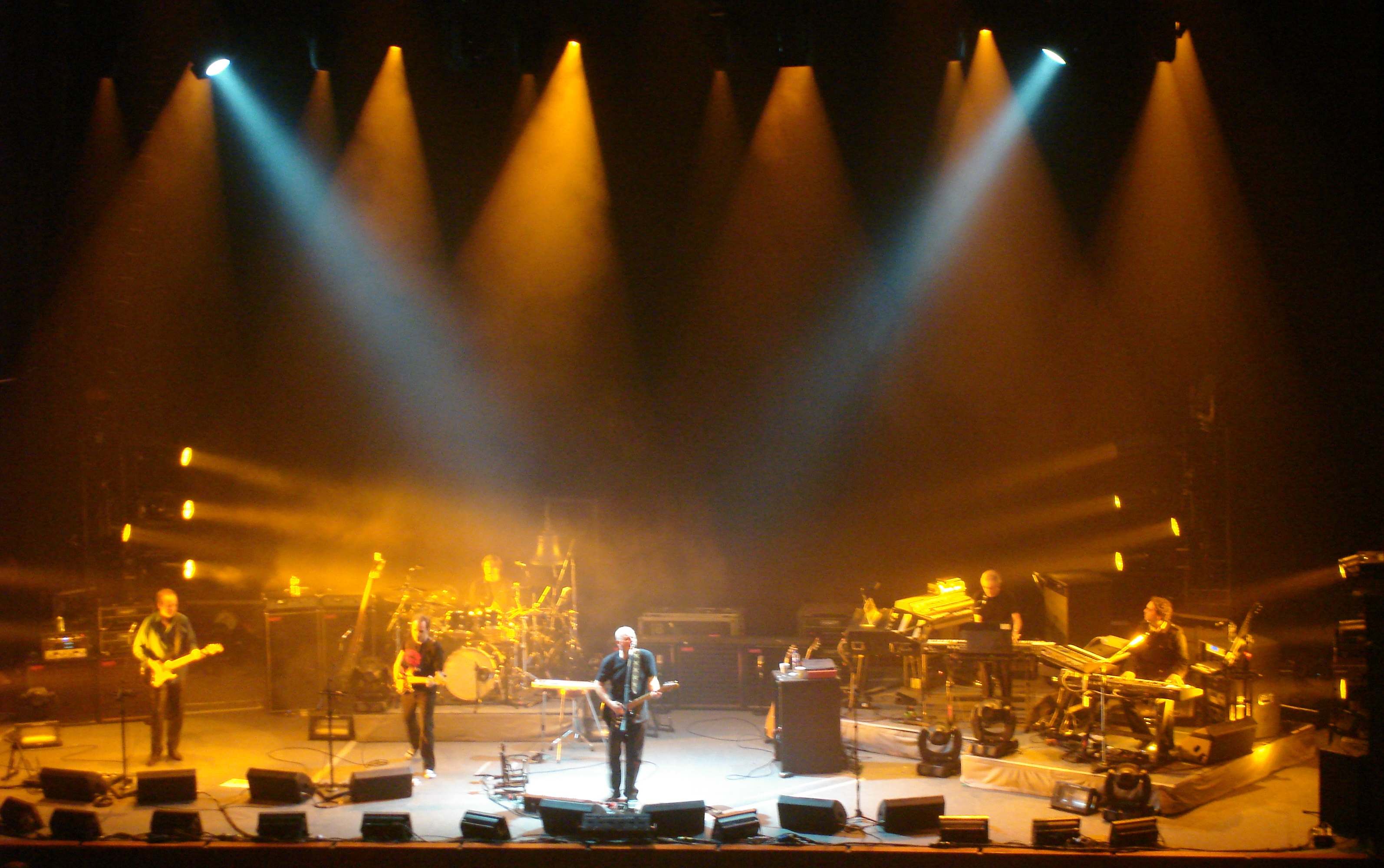
Koncert ve Frankfurtu nad Mohanem (18. března 2006)

| Datum           | Stát       | Město                 | Místo                         | Poznámky |
| --------------- | ---------- | --------------------- | ----------------------------- | -------- |
| 10. března 2006 | Německo    | Dortmund              | Konzerthaus                   |          |
| 11. března 2006 | Německo    | Hamburk               | Congress Centrum Hamburg      |          |
| 15. března 2006 | Francie    | Paříž                 | Le Grand Rex                  |          |
| 16. března 2006 | Francie    | Paříž                 | Olympia                       |          |
| 18. března 2006 | Německo    | Frankfurt nad Mohanem | Alte Oper                     |          |
| 19. března 2006 | Nizozemsko | Amsterdam             | Heineken Music Hall           |          |
| 20. března 2006 | Nizozemsko | Amsterdam             | Heineken Music Hall           |          |
| 24. března 2006 | Itálie     | Milán                 | Teattro Degli Arcimboldi      |          |
| 25. března 2006 | Itálie     | Milán                 | Teattro Degli Arcimboldi      |          |
| 26. března 2006 | Itálie     | Řím                   | Auditorium Parco della Musica |          |

### Část 2: Severoamerické koncerty 2006
| Datum          | Stát   | Město            | Místo                         | Poznámky |
| -------------- | ------ | ---------------- | ----------------------------- | -------- |
| 4. dubna 2006  | USA    | New York (NY)    | Radio City Music Hall         |          |
| 5. dubna 2006  | USA    | New York (NY)    | Radio City Music Hall         |          |
| 9. dubna 2006  | Kanada | Toronto (ON)     | Massey Hall                   |          |
| 10. dubna 2006 | Kanada | Toronto (ON)     | Massey Hall                   |          |
| 12. dubna 2006 | USA    | Rosemont (IL)    | Rosemont Theatre              |          |
| 13. dubna 2006 | USA    | Rosemont (IL)    | Rosemont Theatre              |          |
| 16. dubna 2006 | USA    | Oakland (CA)     | Paramount Theatre of the Arts |          |
| 17. dubna 2006 | USA    | Oakland (CA)     | Paramount Theatre of the Arts |          |
| 19. dubna 2006 | USA    | Los Angeles (CA) | Kodak Theatre                 |          |
| 20. dubna 2006 | USA    | Los Angeles (CA) | Gibson Amphitheatre           |          |

### Část 3: Britské koncerty 2006
| Datum           | Stát               | Město      | Místo             | Poznámky                                     |
| --------------- | ------------------ | ---------- | ----------------- | -------------------------------------------- |
| 26. května 2006 | Spojené království | Manchester | Bridgewater Hall  |                                              |
| 27. května 2006 | Spojené království | Glasgow    | Clyde Auditorium  |                                              |
| 29. května 2006 | Spojené království | Londýn     | Royal Albert Hall | koncert nahráván pro DVD Remember That Night |
| 30. května 2006 | Spojené království | Londýn     | Royal Albert Hall | koncert nahráván pro DVD Remember That Night |
| 31. května 2006 | Spojené království | Londýn     | Royal Albert Hall | koncert nahráván pro DVD Remember That Night |

### Část 4: Letní evropské koncerty 2006

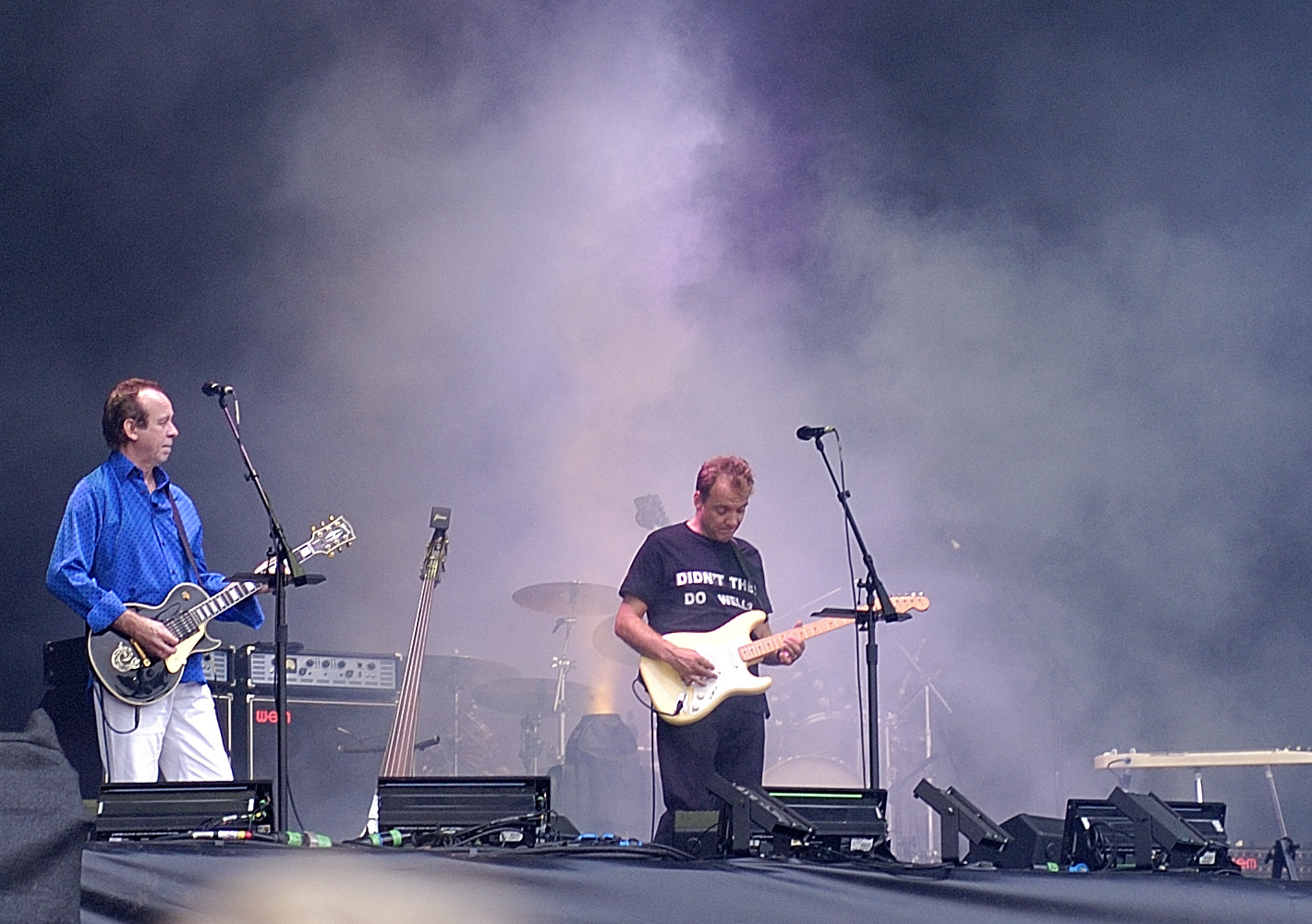
Phil Manzanera a Guy Pratt během koncertu (Mnichov, 29. července 2006)

| Datum             | Stát     | Město     | Místo                 | Poznámky                                        |
| ----------------- | -------- | --------- | --------------------- | ----------------------------------------------- |
| 27. července 2006 | Rakousko | Klam      | hrad Klam             |                                                 |
| 29. července 2006 | Německo  | Mnichov   | Königsplatz           |                                                 |
| 31. července 2006 | Francie  | Vienne    | Théâtre antique       |                                                 |
| 2. srpna 2006     | Itálie   | Florencie | Piazza di Santa Croce |                                                 |
| 11. srpna 2006    | Itálie   | Benátky   | Piazza San Marco      | vystoupení přesunuto z 3. srpna                 |
| 12. srpna 2006    | Itálie   | Benátky   | Piazza San Marco      | vystoupení přesunuto ze 4. srpna                |
| 26. srpna 2006    | Polsko   | Gdaňsk    | loděnice              | koncert nahráván pro album a DVD Live in Gdańsk |

## Další vystoupení
Dne 6. března 2006 byl při příležitosti Gilmourových 60. narozenin odehrán kapelou na soukromém večírku zkrácený koncert obsahující především celé album On an Island. O den později proběhlo v londýnském Mermaid Theatre vystoupení Gilmourovy skupiny o délce přibližně jedné hodiny pořádané rozhlasovou stanicí BBC Radio 2 pro vítěze soutěže. Koncert, který byl zároveň živě vysílán rádiem, byl také natáčen a různé sestřihy několika skladeb vyšly jako bonusy na Rememeber That Night a Live in Gdańsk. Dne 7. dubna 2006 proběhlo ve studiích AOL v New Yorku krátké vystoupení (celkem šest skladeb), který byl uvolněn na internet, kde jej bylo možné po omezenou dobu sledovat. Později se některé skladby také objevily jako bonusový materiál na Rememeber That Night a Live in Gdańsk.